# نفق الصيف، مخرج الوداع
نفق الصيف، مخرج الوداع (باليابانية: 夏へのトンネル、さよならの出口) هي رواية خفيفة يابانية من تأليف مي هاتشيموكو ورسم كوكا. ومن نشر شوغاكوكان عام 2019. اقتبست إلى مانغا من رسم كودان عام 2020. واقتبس إلى فيلم أنمي عام 2022.

## الشخصيات
- كاورو تونو (باليابانية: 塔野カオル)

مؤدي الصوت: أوجي سوزوكا.
- انزو هاناشيرو (باليابانية: 花城あんず)

مؤدي الصوت: ماري إيتويو.
- شوهي كاغا (باليابانية: 加賀翔平)

مؤدي الصوت: تاسوكو هاتاناكا.
- كوهارو كاواساكي (باليابانية: 川崎小春)

مؤدي الصوت: آریسا کميا.
- هاناموتو-سينسي (باليابانية: 浜本先生)

مؤدي الصوت: هاروكا تيروي.
- أبو كاورو (باليابانية: カオルの父)

مؤدي الصوت: ريكيا كوياما.
- كارين تونو (باليابانية: 塔野カレン)

مؤدية الصوت: سيران كوباياشي.